# ده کرم مزرعه
ده کرم مزرعه، روستایی از توابع بخش مرکزی شهرستان هیرمند در استان سیستان و بلوچستان ایران است.

## جمعیت
این روستا در دهستان دوست‌محمد قرار دارد و براساس سرشماری مرکز آمار ایران در سال ۱۳۸۵، جمعیت آن ۱۵۷ نفر (۳۳خانوار) بوده‌است.